# Фей, Теодор Седжвик
Те́одор Се́джвик Фей (англ. Theodore Sedgwick Fay; 10 февраля 1807, Нью-Йорк — 24 ноября 1898, Берлин) — американский писатель и дипломат.

## Биография
Сын адвоката. Начал карьеру ассистентом у своего отца, затем изучал право, одновременно дебютировав как очеркист в газете New York Mirror. В 1832 году выпустил первый сборник статей и эссе, в 1835 г. опубликовал первый роман «Норман Лесли» (англ. Norman Leslie) из быта старого Нью-Йорка. Одновременно покинул США и в дальнейшем жил, главным образом, занимая ряд дипломатических должностей — в частности, в 1837—1841 гг. работал в посольстве США в Санкт-Петербурге, в 1841—1853 г. — в Берлине, в 1853—1861 гг. занимал пост министра-резидента США в Швейцарии (с офисом в Берне). После этого вышел в отставку и поселился в Берлине.
Помимо исторических романов «Норман Лесли», «Сидни Клифтон», «Графиня Ида», «Братья, или Двойная дуэль» и др., опубликованных в 1830-40-е гг. и посвящённых преимущественно недавней американской истории, Фей выпустил также сборник стихов «Ульрик, или Голоса» (англ. Ulric; or, The voices; 1851), книгу статей «Шекспир во Франции» (1843), ряд книг по истории и географии, в том числе «Историю Швейцарии» (англ. History of Switzerland;; 1860), «Астрономические расстояния и Библия» (нем. Astronomische Distanzen und die Bibel; 1858), «Общий очерк географии для семьи и школы» (англ. Great Outline of Geography for High Schools and Families; 1867). Кроме того, напечатал в Германии два памфлета на злободневные политические темы: «Власть рабов» (нем. Die Sklavenmacht. Blicke in die Geschichte der Vereinigten Staaten von Amerika. Zur Erklärung der Rebellion von 1860-65; 1865) и «Алабамский вопрос» (нем. Die Alabama-Frage; 1872, о Деле «Алабамы»).